# 短調による12の練習曲
短調による12の練習曲(Douze études dans tous les tons mineurs)作品39は、シャルル＝ヴァランタン・アルカンによって作曲され、1857年に出版されたピアノのための練習曲集。全12曲からなり、フランソワ＝ジョゼフ・フェティスに献呈された。
タイトル通り全12曲が短調で構成され、「長調による12の練習曲」作品35と対を成している（こちらもフェティスに献呈されている）。

## 楽曲
イ短調に始まり、下降五度循環によりニ短調、ト短調…変ホ短調、嬰ト短調（＝変イ短調）を経て最後にホ短調となる。
- 第1番 イ短調 あたかも風のように(Comme le vent)プレスティッシマメンテ
- 第2番 ニ短調 モロッソのリズムで(En rythme molossique)リゾルート
- 第3番 ト短調 悪魔のスケルツォ(Scherzo-diabolico)プレスティッシモ
- 第4番 ハ短調 ピアノ独奏による交響曲(Symphonie pour piano seul)第1楽章 アレグロ・モデラート
- 第5番 ヘ短調 ピアノ独奏による交響曲 第2楽章 アンダンティーノ
- 第6番 変ロ短調 ピアノ独奏による交響曲 第3楽章 メヌエットのテンポで
- 第7番 変ホ短調 ピアノ独奏による交響曲 第4楽章 プレスト
- 第8番 嬰ト短調 ピアノ独奏による協奏曲(Concerto pour piano seul)第1楽章 アレグロ・アッサイ
- 第9番 嬰ハ短調 ピアノ独奏による協奏曲 第2楽章 アダージョ
- 第10番 嬰ヘ短調 ピアノ独奏による協奏曲 第3楽章 蛮族風のアレグレット
- 第11番 ロ短調 序曲(Ouverture)マエストーソ〜ラントマン〜アレグロ
- 第12番 ホ短調 イソップの饗宴(Le festin d'Ésope)アレグレット

## 楽曲(詳細)
『長調による12の練習曲』が全曲で1時間程度（フランツ・リストの『超絶技巧練習曲』などと同等）であったのに対し、この作品は全曲を演奏すると約2時間を要する、破格の規模を持つ巨大な曲集であり、またアルカンの培ってきた音楽語法やピアノ書法の一つの集大成とも言える作品である。森下唯は、「ピアノ表現の限界と、そしてまた自身の音楽表現の限界をも目指した」曲集と形容し、それが『練習曲』と題されていることについて「技巧そのものが音楽となり、音楽そのものが技巧となる、そんな究極の名技性の体現を目指したアルカンの誇りに満ちた宣言」と分析している。
『交響曲』や、『協奏曲』、『序曲』といった題名を見てわかるとおり、この曲集の特徴の一つとなるのが、ピアノによるオーケストラの響きの再現である。オーケストラ作品を思わせる指示もたびたび見られ、例えば第8番から第10番の『協奏曲』では、「ピアノソロ」と「トゥッティ」が書き分けられている。
演奏機会の多いとはいえないアルカン作品の中では、代表作として比較的取り上げられる機会も多く、全曲録音はロナルド・スミス、ジャック・ギボンズ、ミヒャエル・ナナサコフ（自動演奏）、ステファニー・マッカラム、ヴィンチェンツォ・マルテンポ、森下唯が達成し、エゴン・ペトリ、ジョン・オグドン、レイモンド・レーウェンタール、ベルナール・リンガイセン、中村攝、マルカンドレ・アムランなどが抜粋を録音している。